# سن خوزه د پاره
سن خوزه د پاره (انگلیسی: San José de Pare) نام یک منطقه مسکونی در کلمبیا است.